# Tradicijsko češljanje Hrvatica u regiji
Tradicijsko češljanje Hrvatica u regiji je kulturna manifestacija Hrvata. Održava se u Breškama, BiH, u Baču, Vojvodina, Srbija i u Hrvatskoj. Na manifestaciji prikazuje se tradicijsko češljanje mladenki iz više mjesta u BiH, iz Bača (Srbija) i Osijeka (Hrvatska). Cilj manifestacije je sačuvati od zaborava ovaj segment tradicije Hrvata u BiH u svadbenim običajima i također uspostaviti i proširiti suradnju s kulturnim društvima u Srbiji i Hrvatskoj. 13. prosinca 2015. održana je u Breškama u Domu kulture. Organizirala ju je Udruga Društvo Breščana. Projekt se održava uz potporu Ministarstva civilnih poslova BiH u sklopu međunarodne kuklturne suradnje Breške - Tuzla - Bač. Seminar Ženskog tradicijskog češljanja i izrada oglavlja Hrvatica u regiji održava se od 2013. godine.

## Vanjske poveznice
- YouTube UG Tragovi Šokaca - Žensko tradicijsko češljanje i oglavlja Hrvatica u regiji